# Marcus Pedo Vergilianus
Marcus Pedo Vergilianus († 115) war ein römischer Politiker und Senator des 2. Jahrhunderts n. Chr.
Vergilianus war im Jahr 115 ordentlicher Konsul. Bereits zu Beginn des Jahres kam er in Antiochia am Orontes bei einem Erdbeben ums Leben. Kaiser Trajan, der sich aufgrund eines Kriegszugs gegen die Parther ebenfalls in der Stadt befand, kam nur knapp mit den Leben davon.
Vergilianus’ Gentilname war wohl Popilius, da auch andere Senatoren mit dem Cognomen Pedo diesen Namen trugen, etwa Gaius Popilius Carus Pedo, Konsul 147, oder Popilius Pedo Apronianus, Konsul 191.